# Origo gentis Romanae

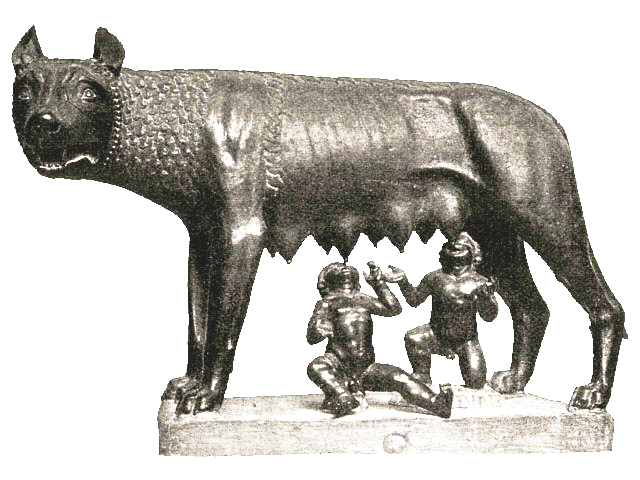
Die kapitolinische Wölfin ist ein Teil des Werkes

Die Origo gentis Romanae, wörtlich Ursprung des römischen Stammes, ist ein kurzes Geschichtswerk, das Legenden zur römischen Vor- und Frühgeschichte bis zur Gründung Roms wiedergibt.
Die Origo ist als erster Teil des dreiteiligen Corpus Aurelianum überliefert, das mit den beiden folgenden Teilen De viris illustribus urbis Romae und Liber de Caesaribus insgesamt die Entwicklung bis ins Jahr 360/361 darstellt. Da der letzte Teil von dem Geschichtsschreiber Aurelius Victor (etwa 320–390) stammt, wurde vielfach die gesamte Kompilation der Historia tripertita – und damit auch die Origo – dem Aurelius Victor zugeschrieben. Heute ist jedoch klar, dass die „Ursprungsgeschichte Roms“ auf die Res memoria dignae („Erwähnenswerte Dinge“) des Marcus Verrius Flaccus (etwa 50 v. Chr.–14/37 n. Chr.) zurückgeht.
Die Origo hat ihre überlieferte Form erst im 4. Jahrhundert erhalten. Dabei wurden zahlreiche römische Fachschriftsteller, unter anderem Vergil und Veranius Flaccus, sowie eine noch ältere Gründungsgeschichte (Epitome de origine gentis Romanae), wahrscheinlich aus dem 2. Jahrhundert, herangezogen. Die ersten neun Kapitel sind wahrscheinlich im späten 4. Jahrhundert in Form eines Vergil-Kommentars überarbeitet worden.
In der Origo gentis Romanae werden folgende mythische Ereignisse behandelt:
- das Auftreten der Götter Ianus und Saturnus als Kulturbringer in Italien (Götterverehrung, Ackerbau u. a.) (Kapitel 1–3,8a)
- die Herrschaft des Picus und die Ankunft der Aboriginer in Italien (Kapitel 3,8b–4,3)
- die Herrschaft des Faunus (Silvanus) über Italien (Kapitel 4,4–4,6)
- die Ankunft des Arkaders Euandros in Italien und dessen Freundschaft mit Faunus (Einführung der Schrift) (Kapitel 5)
- die Episode vom Diebstahl der Rinderherde des Herkules durch Cacus und der anschließenden Weihung der Ara Maxima (Kapitel 6–7)
- die Bestimmungen für den Kult des Pater Inventor (Beiname des Jupiter) an der Ara Maxima und deren spätere Entwicklung (Kapitel 8)
- die Flucht des Aeneas und der Trojaner aus dem besiegten Trojas und ihre Irrfahrt bis zur Ankunft in Latium (Kapitel 9–10)
- die aufgrund mehrerer Prodigien getroffene Entscheidung, sich im Latium anzusiedeln, und die Gründung Laviniums (Kapitel 11–12)
- die Freundschaft zwischen den Trojanern und den Latinern unter deren König Latinus, der Kampf gegen Turnus um Latinus' Tochter Lavinia und die Erhebung des Aeneas zum neuen König Latiums (Kapitel 13)
- die Herrschaft des Aeneas, seine Entrückung während eines Kampfes gegen die Rutuler sowie das Heer des Mezentius und die Übernahme der Herrschaft durch seinen Sohn Ascanius (Kapitel 14)
- die Fortsetzung des Krieges gegen Mezentius durch Ascanius und der folgende Friedensschluss (Kapitel 15)
- die Geburt des Silvius, des posthumen zweiten Sohnes des Aeneas (Kapitel 16)
- die Gründung von Alba Longa durch Ascanius und die Herrschaft des Silvius nach dessen Tod (Kapitel 17,1–17,4)
- die Herrschaft der weiteren Könige von Alba Longa (Kapitel 17,5–18)
- die Herrschaft des Amulius, der seinen älteren Bruder Numitor für die Überlassung der Herrschaft finanziell abfindet, dann aber seinen Neffen töten lässt und seine Nichte Rhea Silvia zwingt, als Vestalin ohne Nachkommen zu bleiben (Kapitel 19,1–19,4)
- die Vergewaltigung Rhea Silvias durch Amulius oder aber durch Mars, Geburt der Zwillinge Romulus und Remus, deren Aussetzung und Aufzucht durch die kapitolinische Wölfin und den Hirten Faustulus (Kapitel 19,5–21,3)
- das Ende der Herrschaft des Amulius durch Romulus und Remus und die Rückgabe des Königtums an Numitor, den Großvater der Zwillinge (Kapitel 21,4–22,4)
- den Streit zwischen Romulus und Remus um die Gründung einer Stadt, der nach Auspizien mit der Gründung Roms durch Romulus endet (Kapitel 23)

## Textausgaben und Übersetzungen
- Hans Jürgen Hillen: Von Aeneas zu Romulus. Die Legenden von der Gründung Roms. Mit einer lateinisch-deutschen Ausgabe der Origo gentis Romanae. Artemis & Winkler, Düsseldorf 2003, ISBN 3-538-07156-X.
- Origo gentis Romanae. Die Ursprünge des römischen Volkes (= Texte zur Forschung. Band 82). Herausgegeben, übersetzt, kommentiert und mit Essays versehen von Markus Sehlmeyer. Wissenschaftliche Buchgesellschaft, Darmstadt 2004, ISBN 3-534-16433-4.